# Kurt Lischka
Kurt Werner Lischka (16. srpna 1909 Vratislav – 5. dubna 1989 Brühl) byl plukovník SS (SS-Obersturmbannführer) a šéf gestapa na různých místech v okupované Francii za druhé světové války.

## Život za války
Lischka byl synem bankovního úředníka ve Vratislavi. V roce 1927 maturoval v rodném městě, poté vystudoval právo a politologii ve Vratislavi a Berlíně. Na počátcích pracoval v různých okresních soudech a v zemském odvolávacím soudě ve Vratislavi. Do jednotek SS vstoupil 1. června 1933 jako 195 590 člen. Od 1. září 1935 začal pracovat pro gestapo jako konzultant pro církevní záležitosti. V roce 1938 dosáhl hodnosti majora SS (Sturmbannführer).
V listopadu 1938 vedl operaci, která vedla k uvěznění více než 30 000 německých Židů, bezprostředně po hromadném ničení židovského majetku v tzv. Křišťálové noci. V lednu 1940 se stal hlavou gestapa v Kolíně nad Rýnem. V roce 1938 se stal doktorem práv a dostal funkci vedoucího oddělení gestapa IIB (Židé, Svobodní zednáři, přistěhovalci a pacifisté)
V roce 1938 byl povýšen třikrát, naposledy 11. září do hodnosti podplukovníka (SS-Obersturmbannführer). V listopadu 1940 se stal velitelem bezpečnostní policie (Sicherheitspolizei – Sipo) a bezpečnostní služby (Sicherheitsdienst - SD) v Paříži, kde pracoval jako ředitel Úřadu II. (organizace, administrativa) a byl náměstkem bezpečnostního úřadu BdS pod vedením SS-Standartenführera Helmuta Knochena. Tento úřad má na svědomí deportaci nejméně 73 000 Židů z tranzitního tábora Camp Drancy do Osvětimi.
Dne 20. dubna 1942 byl povýšen na plukovníka (SS-Standartenführer). Jako šéf gestapa v Paříži byl Lischka zodpovědný za největší masové deportace Židů z okupované Francie. V září 1943 byl kvůli obvinění z korupce odvolán z Paříže do Berlína. Trestní konání skončilo 27. června 1944 osvobozením z obžaloby. Od listopadu 1943 pracoval na oddělení IV D 1 Hlavního říšského bezpečnostního úřadu (RSHA - Reichssicherheitshauptamt).
V dubnu 1945 byl úřad evakuovaný do Šlesvicka-Holštýnska (Schleswig-Holstein) na sever Německa , kde byl 3. května 1945 nakonec úplně rozpuštěn.

## Život po válce
Po skončení války zůstal Lischka v severním Německu ve městě Sankt Peter-Ording, kde pod falešným jménem pracoval jako zemědělec. Jeho totožnost byla odhalena 10. prosince 1945, byl zatknut Brity a vězněn v britských a francouzských internačních táborech. V srpnu 1950 byl propuštěn do Německé spolkové republiky poté, co denacifikační soud v Bielefeldě vydal osvobozující rozsudek. Francouzský vojenský soud ho v nepřítomnosti dne 18. září 1950 odsoudil k doživotním nuceným pracím.
Nikým nerušený Lischka pracoval v Kolíně nad Rýnem jako ředitel velkoobchodu s obilím, který patřil rodině, s kterou se přátelil již před válkou. V roce 1971 se ho pokusili unést do Francie lovci nacistů Beate a Serge Klarsfeld, za což byli odsouzeni k dvěma měsícům vězení. Lischka v roce 1975 odešel do důchodu.
Lischka stál před okresním soudem v Kolíně nad Rýnem dne 23. října 1979 a byl odsouzen na deset let vězení. Jeho náměstek a vojenský velitel ve Francii Herbert M. Hagen byl odsouzen na dvanáct let vězení. Oba dva byli propuštěni po odpykání dvou třetin trestu. Lischka byl propuštěn v roce 1985. Lischka potom žil se svou ženou v domě s opatřovatelskou službou v Brühl, kde zemřel 16. května 1989.